# Pasărea de foc

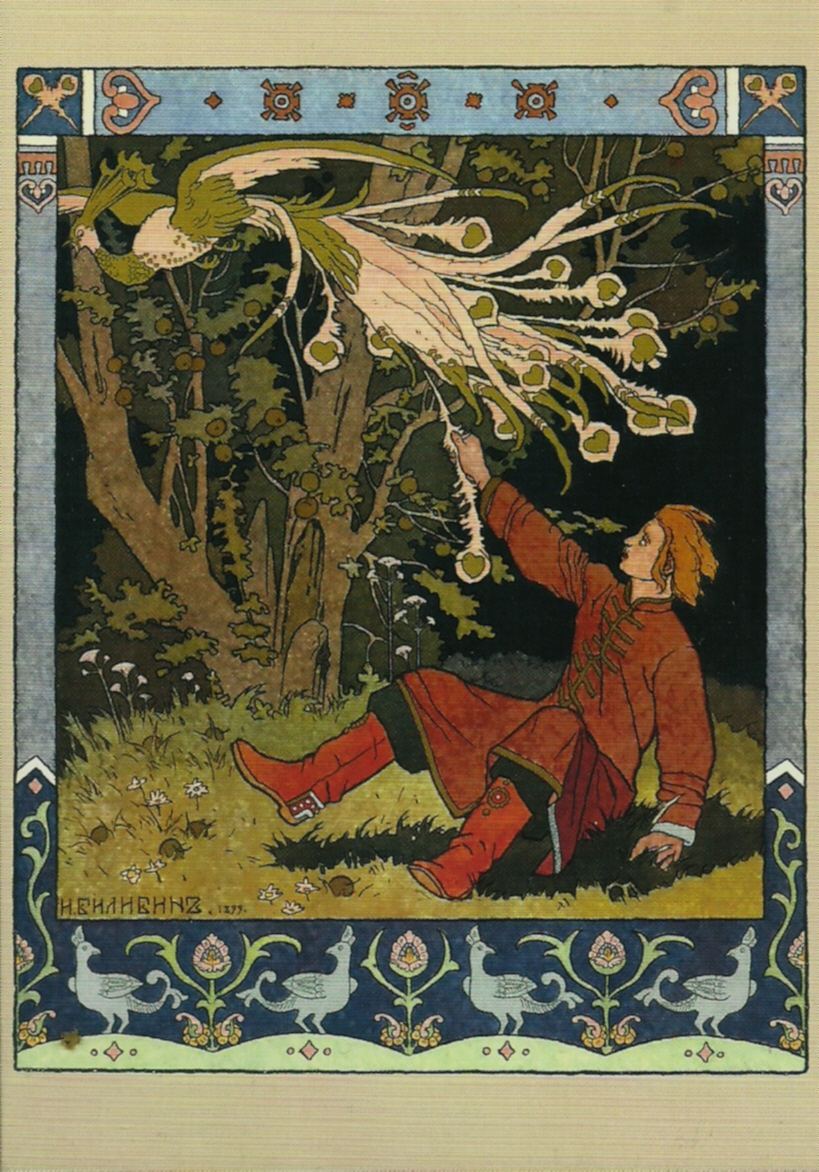
Pasărea de foc

În mitologia rusă, pasărea de foc (жар-птица, jar-ptița) este o pasăre miraculoasă, cu penele strălucitoare ca aurul și ca argintul și cu privirea sclipitoare asemenea cristalului. La miezul nopții, ea se arată în grădini și pe câmpuri, strălucind ca o mie de luminițe. Se spune că o singură pană din ale ei poate lumina o cameră întreagă. Pasărea de Foc mănâncă mere de aur , care îi conferă tinerețe, frumusețe și nemurire. Când cântă îi cad din plisc perle, trilul ei putând să însănătoșească pe cei bolnavi și să le redea vederea celor orbi.
Igor Stravinski a compus o muzică de balet cu titlul Pasărea de Foc.